# Pericoma pallida
Pericoma pallida es una especie de insecto díptero de la familia Psychodidae o  moscas de la humedad.

## Distribución geográfica
Se encuentra en los países europeos de España, Chequia y Eslovaquia.